# Halbblut (1992)
Halbblut (Originaltitel: Thunderheart) ist ein US-amerikanischer Thriller von Michael Apted aus dem Jahr 1992.

## Handlung
Leo Fast Elk, ein Mitglied des Stammesrates eines Indianerreservats in South Dakota, wird ermordet. Das FBI beauftragt Agent Ray Levoi mit den Ermittlungen. Dieser wird ausgewählt, weil er ein Sioux-Mischling ist, was bei den Ermittlungen hilfreich sein könnte, wenn die Bewohner des Reservats befragt werden. Ray ist beunruhigt, da er sich von seinem kulturellen Erbe distanziert und kein Lakota spricht. Ray arbeitet mit dem erfahrenen Agenten Frank „Cooch“ Coutelle zusammen, der die Liste der Verdächtigen auf Maggie Adler-Bär, eine friedliche politische Aktivistin und Lehrerin der amerikanischen Ureinwohner, und Jimmy Sieht Zweimal, Anführer der radikalen Bewegung für die Rechte der Ureinwohner (ARM), eingegrenzt hat.
Ray und Frank treffen am Tatort auf den Stammespolizisten Walter Crow Horse. Walter widersetzt sich ihren Forderungen nach Zuständigkeit, da er der Regierung generell misstraut, und Ray und Frank bitten ihn, ihre Ermittlungen nicht zu behindern. Frank will bereits herausgefunden haben, dass Jimmy Sieht Zweimal der Hauptverdächtige ist, und arbeitet mit dem Stammesratsvorsitzenden Jack Milton zusammen, um ihn zu fassen. Jack hat eine inoffizielle Miliz angeheuert, um das Reservat vor Jimmy und den ARM zu schützen, die sich den Bemühungen des Stammesrats zur Modernisierung des Reservats widersetzen. Jimmy wird erfolgreich gefasst und in Gewahrsam genommen, entkommt aber nach einem Schusswechsel mit dem FBI und der Stammespolizei. Als Walter ihm mitteilt, dass der Mord auf Maggies Grundstück stattgefunden hat, geht Ray los, um Beweise zu sammeln und findet Patronenhülsen, wird aber von Maggie aufgefordert, das Reservat zu verlassen. Ray wird von den Einheimischen zunächst verspottet und verhöhnt (er wird als „Washingtoner Rothaut“ bezeichnet), aber der Stammesälteste Grandpa Sam Reaches erklärt ihm, dass er von starkem indianischem Blut abstamme. Ray kehrt zu Maggie zurück, um ihre Großmutter zu befragen, und lobt sie für ihren Aktivismus. Während eines weiteren Besuches von Ray tauchen unerwartet Männer von Jacks Miliz auf, die sofort das Feuer eröffnen. Dabei wird Maggies Sohn am Arm getroffen. Ray fährt Maggie und ihren Sohn ins Krankenhaus und gerät bei ihrer Ankunft in einen Kampf mit Jacks Männern, die behaupten, der Schuss sei von der ARM abgegeben worden. Nachdem Ray Zeuge der erschütternden Bedingungen und der Gewalt von Miltons regierungsfreundlicher Fraktion im Reservat geworden ist, wird er allmählich für die Probleme der amerikanischen Ureinwohner sensibilisiert.
Obwohl Frank überzeugt ist, dass Jimmy den Mord begangen hat, erzählt Walter Ray, dass der Mörder schwerer war als Jimmy und außerdem Leos Auto gestohlen hat, mit dem die Leiche von Maggies Grundstück zur Müllhalde gebracht wurde. Leos Auto wird immer noch vermisst, aber Frank verwirft die Spur und fordert Ray auf, sich auf die Suche nach Jimmy zu konzentrieren, statt mit Walter zu sprechen. Ray trifft sich trotz Franks Anweisung weiter mit Walter und Grandpa Sam Reaches und beginnt seine eigenen Ermittlungen inoffiziell. Leos Auto wird mit einer großen Jacke im Kofferraum gefunden, was Walters Behauptung stützt, dass der Mörder größer war als Jimmy. Ray nimmt heimlich einen Tombola-Losabschnitt aus der Jackentasche und bringt ihn zu Maggie, die die Tombola organisiert hat, um zu sehen, ob sie den Besitzer identifizieren kann. Maggie teilt Ray mit, dass sie besorgt ist, dass das Wasser im Reservat verseucht sein könnte, und dankt ihm für seine Hilfe mit ihrem Sohn. Ray sucht erneut Sam Reaches auf, wo er auf Jimmy trifft, von dessen Unschuld er mittlerweile überzeugt ist. Ray fordert Jimmy auf, schnell zu verschwinden, da das FBI ihn sonst töten würde. Doch es ist zu spät und Jimmy wird von Frank und den anderen FBI-Agenten, die für die Fahndung hinzugezogen wurden, festgenommen. Sehr zu Franks Ärger vermutet Ray eine Verschwörung im Zusammenhang mit dem Reservat und dem Mord an Leo. Nachdem Jimmy verhaftet wurde, gleicht Maggie den Ticketabriss mit dem von Ray ab. Das Ticket wurde von Richard Yellow Hawk gekauft, einem auf den Rollstuhl angewiesenen ehemaligen Sträfling im Reservat. Ray besucht Richard, der zugibt, Leo getötet zu haben, nachdem Ray ihn aufgefordert hat, aus seinem Rollstuhl aufzustehen, was er auch tut. Richard bestätigt, dass Frank und andere FBI-Agenten ihn im Gefängnis besucht und ihm angeboten haben, seine Strafe zu verringern, wenn er ihnen einen Gefallen tue. Richard schürte die Spannungen zwischen dem ARM und dem Stammesrat und wurde von Frank mit der Drohung, ins Gefängnis zurück zu müssen, erpresst.
Nachdem sie von Grandpa Reaches den Auftrag erhalten haben, „die Quelle“ zu finden, fahren Ray und Walter zum Red Deer Table, einem Ort, den Leo vor seinem Tod untersuchte. Ray erzählt Walter von einem Traum, in dem er vom Massaker von Wounded Knee träumte, bei dem er mit anderen amerikanischen Ureinwohnern vor US-Soldaten floh. Walter erklärt, dass Ray keinen Traum, sondern eine Vision hatte und dass Ray „Thunderheart“ sei, ein indianischer Held, der bei Wounded Knee getötet wurde und nun wiedergeboren ist, um die Indianer von ihren derzeitigen Problemen zu befreien. Nach ihrer Ankunft am Red Deer Table stellt sich heraus, dass die Regierung im Reservat Uranabbau betreiben will. Der Abbau verschmutzt die Wasserversorgung und heizt dadurch den blutigen Konflikt zwischen den regierungsfeindlichen ARM des Reservats und Miltons Männern an. Obwohl das Land nicht Milton gehört, erhält er Schmiergelder aus den Pachtverträgen. Ray und Crow Horse entdecken Maggies Leiche auf dem Gelände. Ray eilt zurück zu Richard, findet ihn aber tot in seinem Rollstuhl vor, die Pulsadern aufgeschnitten, um seinen Tod wie einen Selbstmord aussehen zu lassen.

## Kritiken
- Roger Ebert schrieb in der Chicago Sun-Times, dass der Film die Schönheit der Landschaft des Indianerreservats zeige. Er fand einige Elemente der Handlung unglaubwürdig.[1]
- Prisma.de bescheinigte dem Film Einfühlungsvermögen und lobte die Besetzung.[2]
- Das Lexikon des internationalen Films resümierte: „Der Film findet seine Grenzen an der kommerziellen Kombination von Kriminalgeschichte, individuellem und gesellschaftlichem Konflikt, ist aber dennoch ein bemerkenswerter Versuch, aktuelle Indianerproblematik in einem breitenwirksamen Spielfilm anzusprechen.“[3]

## Auszeichnungen
- 1993: Nominierung für den Political Film Society Award für Exposé
- 1993: Nominierung für den Political Film Society Award für Menschenrechte

## Trivia
Der Film wurde in South Dakota und in Washington, D.C. gedreht. Er spielte in den US-Kinos 22,7 Millionen US-Dollar ein. Dennis Banks, ein führender Aktivist im American Indian Movement, spielte in einer Nebenrolle sich selbst.
Einen vergleichbaren, ebenfalls, wenn auch weniger detailreich, eine Einführung in die Mythologie der Navajo enthaltenden Film stellt Shadow Hunter von J. S. Cardone aus dem Jahr 1992 dar.